# Acta Fabula
Ne doit pas être confondu avec la locution latine Acta est fabula
Acta fabula est une revue littéraire numérique des parutions créée en l'an 2000 par les membres du site Fabula. Elle est actuellement dirigée par Matthieu Vernet qui a succédé à Marc Escola en 2007. Revue collaborative, Acta fabula accueille en priorité des contributions émanant de chercheurs et d’enseignants, mais aussi d’étudiants spécialistes du champ d’étude et fonctionne selon le principe de la candidature spontanée. Chaque article est soumis au comité de lecture de la revue.

## L'actualité de la critique littéraire
Parmi l’ensemble des publications consacrées à la littérature, la revue Acta fabula a pour objectif de recenser les essais proposant « de nouveaux objets théoriques », mais également les ouvrages collectifs qui présentent « de réels enjeux épistémologiques ». Les comptes rendus mettent notamment « l’accent sur des questions de poétique générale », démarche susceptible « d'inviter au débat ».

## Numéros spéciaux
Depuis 2009, Acta fabula propose des dossiers critiques, autour de questions historiques ou théoriques, liées à une actualité éditoriale. 
1. Autour du plagiat par anticipation
2. Mémoires & Littérature
3. Centenaire de la NRf
4. Autour de l'œuvre d'Hommi K. Bhabha
5. Actualité d'Hermann Broch
6. Acta par fabula
7. La littérature de jeunesse en questions
8. Littératures de voyage
9. S'émanciper. Avec Jacques Rancière
10. Auerbach en perspective
11. Pensées du style
12. Confins, fiction & infinitude dans la traduction
13. Situations du roman
14. Huysmnans, objet de la critique
15. Poétiques médiévales : lire, inventer, composer
16. Le partage des disciplines
17. Faire & refaire l'histoire
18. Le mal, en mots & en images
19. Nouveaux chemins de l'histoire littéraire
20. Après le bovarysme
21. Écritures du savoir
22. Mémoire(s) de la perte
23. En rythme
24. L'aventure "Poétique"
25. Anywhere out of the nation
26. Let's Proust again!
27. Beckett, de mal en pis
28. Aux listes & caetera
29. L'aire du témoin
30. Ce qui a fait signe & ce qui fait sens